# Jarno Trulli
Jarno Trulli (Pescara; 13 de julio de 1974) es un expiloto de automovilismo italiano. Fue campeón del Campeonato Mundial de Karting en 1991 y 1994, y del Campeonato de Alemania de Fórmula 3 en 1996, al año siguiente debutó en Fórmula 1 compitiendo desde 1997 hasta 2011. Obtuvo una única victoria en el Gran Premio de Mónaco de 2004, 11 podios y 4 pole positions, destacándose como piloto de las escuderías Renault y Toyota. Sus mejores resultados de campeonato fueron sexto en 2004, séptimo en 2005, octavo en 2002, 2003 y 2009, y noveno en 2001 y 2008.
En 2014 creó la escudería Trulli Formula E Team para participar en la temporada inaugural 2014-15 de Fórmula E. Además de fundador de la escudería, también fungió como piloto titular de la misma.

## Trayectoria

### Inicios
Los padres de Trulli eran seguidores del deporte automotor, y bautizaron a su hijo en honor al piloto campeón de motociclismo finlandés Jarno Saarinen, que había muerto en un accidente en Monza en 1973. El hecho de llevar un nombre finlandés, hizo que muchos se confundieran cuando Trulli ingresó en la máxima categoría, creyendo que no era italiano. El entusiasmo de su padre Enzo también lo llevó a competir en kartings desde pequeño.
Trulli fue campeón italiano y europeo de karts. Luego finalizó segundo en el Gran Premio de Macao de Fórmula 3 de 1995, y obtuvo el título en la Fórmula 3 Alemana en 1996, tras lo cual se produjo su ingreso a Fórmula 1 al siguiente año.

### Fórmula 1

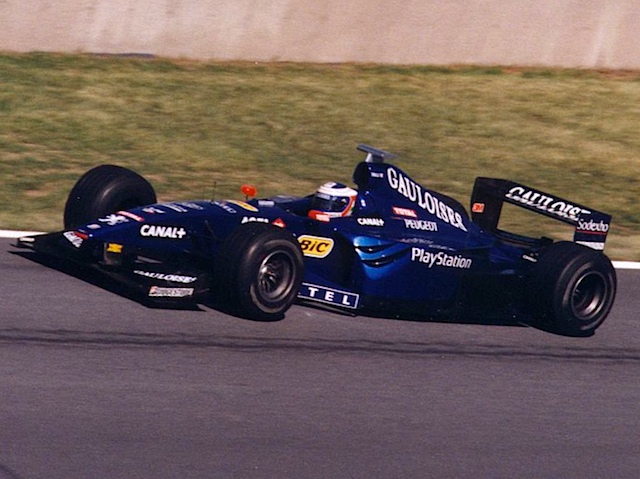
Trulli conduciendo el Prost AP02 en el Gran Premio de Canadá de 1999.

Su debut en la máxima categoría fue en 1997 con la escudería Minardi. Tras 7 carreras, reemplazó a Olivier Panis en Prost, debido al duro accidente sufrido por el piloto galo, y consiguió sus primeros puntos en la máxima categoría con un 4.º puesto. Después del regreso de Panis a Prost, Trulli esperó al año siguiente para volver a subir al Prost, pero ahora acompañando a Panis. Continuó en Prost durante la temporada siguiente y obtuvo su primer podio en un complicadísimo Gran Premio de Europa de 1999. Su pase en el 2000 a Jordan le valió dos temporadas de resultados intrascendentes con un equipo que no pasaba por su mejor momento, tras lo cual fue contratado por Renault.

#### Renault (2002-2004)

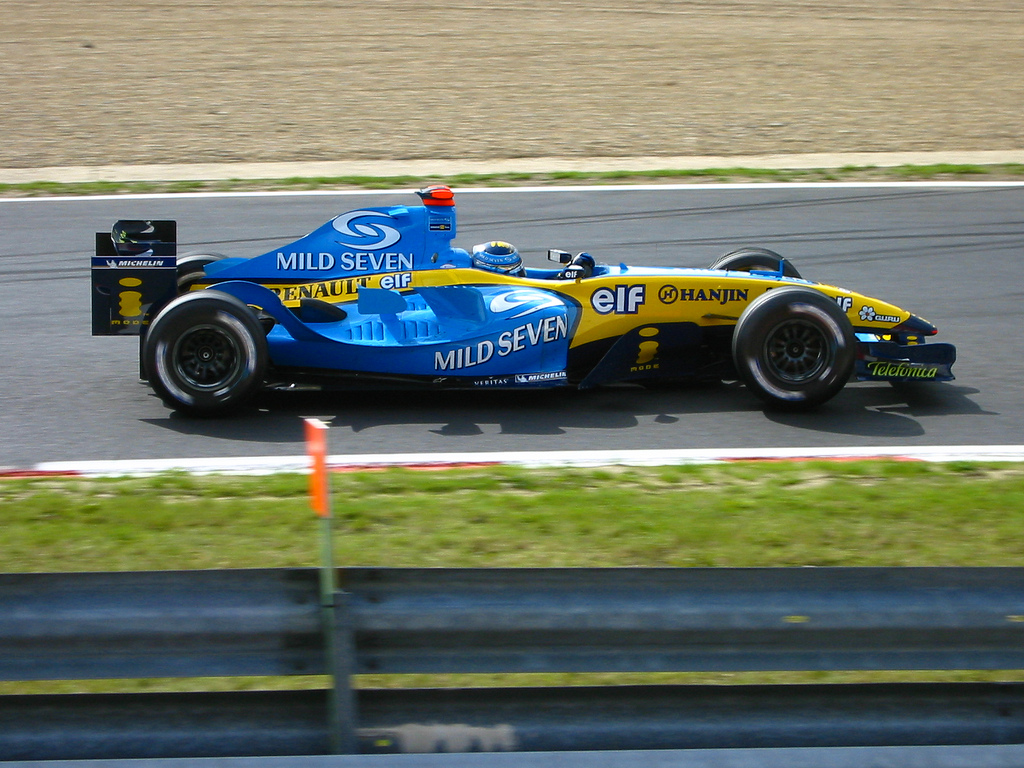
Jarno Trulli conduciendo el Renault R24 en la temporada 2004.

Con Renault, Jarno tuvo un inicio dubitativo en 2002, pero pronto destacó por su pilotaje fino y completó una campaña destacable en 2003, con 33 puntos y un podio en el Gran Premio de Alemania. En la temporada 2004, Trulli obtuvo su primera victoria, dominando el Gran Premio de Mónaco al volante de un Renault, además de otros notables resultados en la que probablemente fue su mejor año en Fórmula 1 como el tercer lugar en España 2004. Además de ello, tuvo un rendimiento muy similar al de su compañero Fernando Alonso. No obstante, tras conocerse el contrato que lo uniría con Toyota en 2005 y 2006, su relación con el equipo se deterioró y decayó su rendimiento. Finalmente, la relación terminó con la desvinculación anticipada. Trulli disputó los dos últimos grandes premios de la temporada pilotando para Toyota.

#### Toyota (2005-2009)

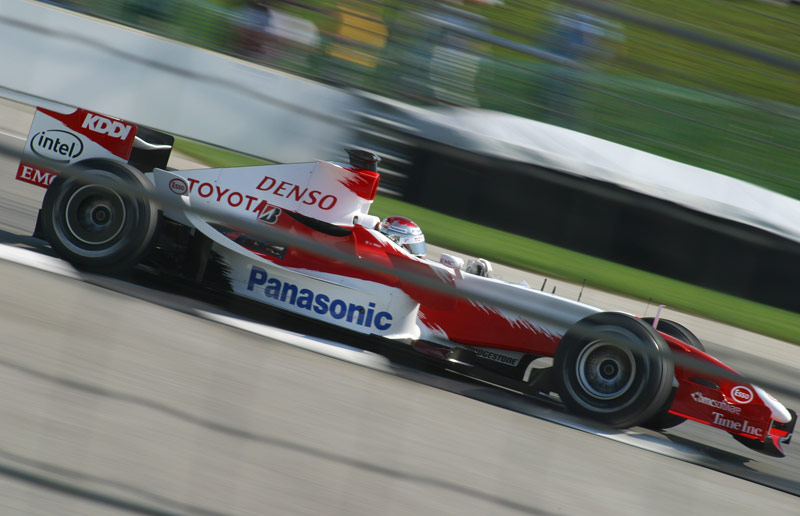
Trulli con el Toyota en 2006.

En 2005, Trulli disfrutó de un excelente comienzo de campeonato, con 3 podios en las primeras 5 carreras, en el que fue el mejor año de Toyota y que le permitió acabar en la 7.ª posición de la clasificación general. Fue un inicio prometedor y, pese a la decepción del 2006 (Jarno solo pudo ser duodécimo en el campeonato) el piloto italiano renovó con el equipo japonés.
Después de un flojo 2007, en el que solo sumó ocho puntos y fue de más a menos, en la temporada 2008 el Toyota es más competitivo y Trulli consigue buenos resultados. Destacó especialmente su gran cuarto puesto en Malasia. Solo en las primeras cuatro carreras ya superó la puntuación que obtuvo en 2007. Ya en el Gran Premio de Francia, octava prueba del mundial, el piloto italiano se superó logrando un nuevo podio al terminar 3.º, sumando 6 puntos y encaramándose al séptimo lugar en el mundial de pilotos. Sin embargo, luego los resultados no le acompañan tanto. En Bélgica realizó una gran salida que le colocó cuarto en la primera curva tras salir el 11.º, pero el toque de Sébastien Bourdais (Toro Rosso) dañó su difusor y su caja de cambios, perdiendo ritmo y haciéndole acabar 16.º. En Italia, una mala estrategia de equipo hizo que perdiera su posición en los puntos; y en Singapur, tuvo una pérdida de presión hidráulica que le hizo abandonar cuando rodaba 5.º. En el Gran Premio de Japón consigue ser quinto, pero en China, un nuevo choque con Bourdais en la salida destrozó la parte lateral derecha de su monoplaza, retirándose a las dos vueltas de haber empezado. Finaliza la temporada noveno con 31 puntos.
En la temporada 2009, los Toyota son relegados a los últimos puestos de la parrilla de salida en el primer Gran Premio de Australia. Sin embargo, ambos realizan una magnífica carrera adelantando a los campeones Räikkönen, Hamilton y Alonso, y Trulli se alza con el tercer escalón del podio, superado únicamente por los inalcanzables Brawn GP. En Malasia, salió segundo y acabó cuarto en una cita marcada por una tormenta tropical que obligó a terminar la carrera a falta de 31 vueltas para el final. En el Gran Premio de China, Robert Kubica le embistió por detrás arrancándole el alerón trasero y obligándolo a abandonar. En el Gran Premio de Baréin consiguió la pole position, cosa que no conseguía desde Indianápolis 2005, y se adjudicó el tercer puesto por detrás de Jenson Button y Sebastian Vettel, además de realizar su primera vuelta rápida. A partir de entonces, sus resultados no fueron tan notables debido a la gran evolución de los coches del resto de la parrilla (empezaron a equiparlos con el doble difusor y el fondo plano que Brawn GP, Toyota y Williams llevaban desde el principio), mientras el Toyota se quedaba estancado. Sin embargo, en el Gran Premio de Japón, Trulli consiguió subir al segundo escalón del podio en un gran fin de semana para completar un buen año, similar al anterior.

#### Team Lotus (2010-2011)

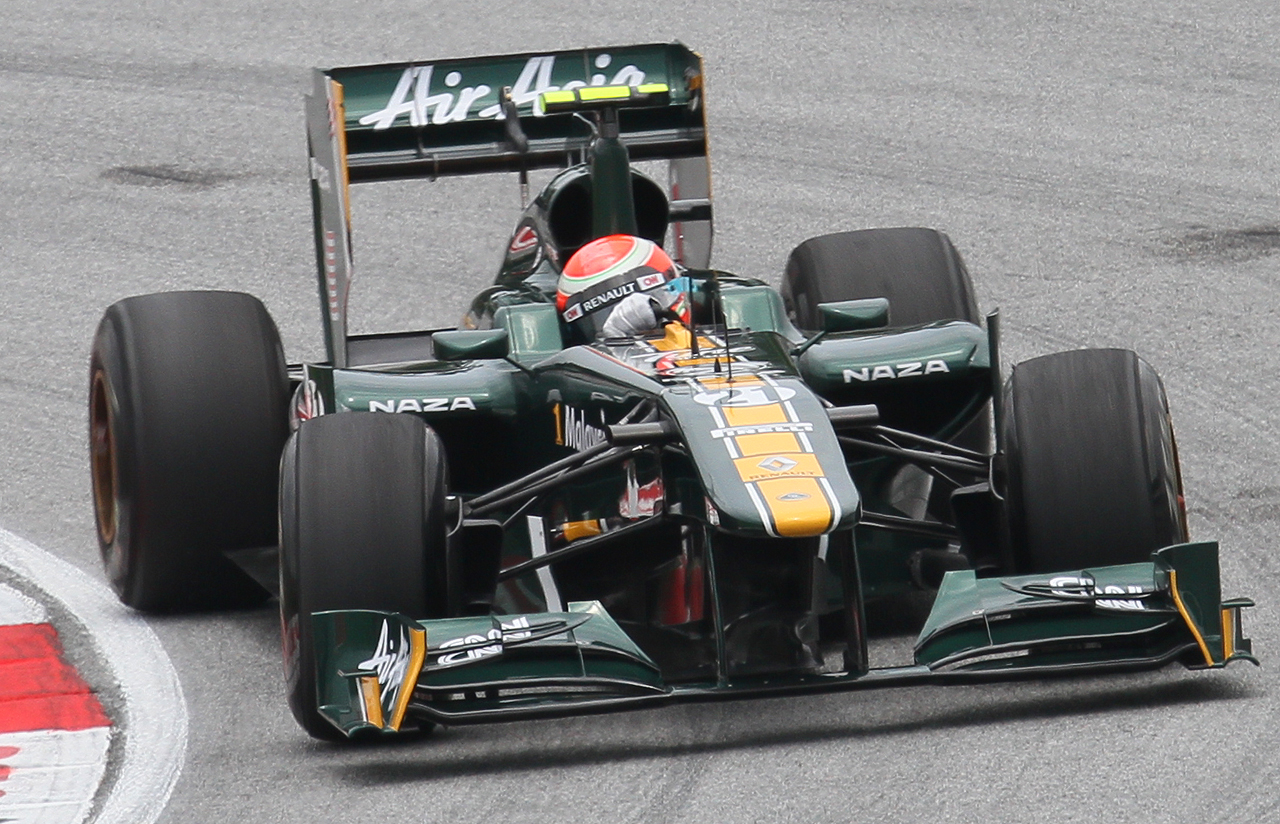
Trulli al volante del Lotus T128.

Jarno Trulli compite desde 2010 con la nueva escudería malaya Lotus, volviendo con el nombre de la desaparecida escudería Team Lotus, teniendo como compañero a Heikki Kovalainen. En esa temporada y la siguiente, Trulli condujo un monoplaza nada competitivo, al igual que el de las otras dos nuevas escudedrías: Virgin e Hispania. Su mejor posición en carrera fue un 13° lugar.

### Retirada de Fórmula 1
En febrero de 2012, Caterham F1 Team decide prescindir de sus servicios en favor de Vitaly Petrov, pese a que Jarno Trulli había renovado previamente con el equipo. Esto puso fin a su carrera deportiva en Fórmula 1. Debido a su despido y al de Rubens Barrichello, no quedaron pilotos de los años noventa que participaran ininterrumpidamente desde sus debuts (1997 y 1993 respectivamente).
El italiano compitió en la temporada 2014-15 de Fórmula E con su propia escudería. El conjunto trató de ser parte de la temporada siguiente, pero finalmente se retiraron. No ha vuelvo a compatir desde entonces.

## Resumen de carrera
| Temporada | Categoría                           | Equipo                         | Carreras          | Victorias         | Poles             | VR                | Podios            | Puntos            | Pos.              |                   |
| --------- | ----------------------------------- | ------------------------------ | ----------------- | ----------------- | ----------------- | ----------------- | ----------------- | ----------------- | ----------------- | ----------------- |
| 1993      | Campeonato de Italia de Fórmula 3   | MC Motorsport                  | 6                 | 0                 | 0                 | 0                 | 0                 | 0                 | NC                |                   |
| 1994      | Fórmula 3 Británica                 | RC Motorsport                  | 1                 | 0                 | 0                 | 0                 | 0                 | 0                 | NC                |                   |
| 1995      | Campeonato de Alemania de Fórmula 3 | KMS                            | 12                | 2                 | 1                 | 1                 | 3                 | 95                | 4.º               |                   |
| 1995      | Gran Premio de Macao                | KMS                            | 1                 | 0                 | 0                 | 0                 | 1                 | N/A               | 2.º               |                   |
| 1996      | Campeonato de Alemania de Fórmula 3 | Opel Team KMS Benetton Formula | 15                | 6                 | 7                 | 1                 | 10                | 206               | 1º                |                   |
| 1996      | Gran Premio de Macao                | Opel Team KMS Benetton Formula | 1                 | 0                 | 0                 | 0                 | 1                 | N/A               | 3º                |                   |
| 1996      | Gran Premio de Mónaco de Fórmula 3  | Opel Team KMS Benetton Formula | 1                 | 0                 | 1                 | 0                 | 0                 | N/A               | 18.º              |                   |
| 1996      | Masters de Fórmula 3                | Opel Team KMS Benetton Formula | 1                 | 0                 | 0                 | 0                 | 0                 | N/A               | 18.º              |                   |
| 1997      | Fórmula 1                           | Minardi Team                   | 7                 | 0                 | 0                 | 0                 | 0                 | 0                 | 15.º              |                   |
| 1997      | Fórmula 1                           | Prost Gauloises Blondes        | 7                 | 0                 | 0                 | 0                 | 0                 | 3                 | 15.º              |                   |
| 1998      | Fórmula 1                           | Gauloises Prost Peugeot        | 16                | 0                 | 0                 | 0                 | 0                 | 1                 | 15.º              |                   |
| 1999      | Fórmula 1                           | Gauloises Prost Peugeot        | 16                | 0                 | 0                 | 0                 | 1                 | 7                 | 11.º              |                   |
| 2000      | Fórmula 1                           | Benson & Hedges Jordan         | 17                | 0                 | 0                 | 0                 | 0                 | 6                 | 10.º              |                   |
| 2001      | Fórmula 1                           | Benson & Hedges Jordan Honda   | 17                | 0                 | 0                 | 0                 | 0                 | 12                | 9.º               |                   |
| 2002      | Fórmula 1                           | Mild Seven Renault F1 Team     | 17                | 0                 | 0                 | 0                 | 0                 | 9                 | 8.º               |                   |
| 2003      | Fórmula 1                           | Mild Seven Renault F1 Team     | 16                | 0                 | 0                 | 0                 | 1                 | 33                | 8.º               |                   |
| 2004      | Fórmula 1                           | Mild Seven Renault F1 Team     | 15                | 1                 | 2                 | 0                 | 2                 | 46                | 6.º               |                   |
| 2004      | Fórmula 1                           | Panasonic Toyota Racing        | 2                 | 0                 | 0                 | 0                 | 0                 | 0                 | 6.º               |                   |
| 2005      | Fórmula 1                           | Panasonic Toyota Racing        | 19                | 0                 | 1                 | 0                 | 3                 | 43                | 7.º               |                   |
| 2006      | Fórmula 1                           | Panasonic Toyota Racing        | 18                | 0                 | 0                 | 0                 | 0                 | 15                | 12.º              |                   |
| 2007      | Fórmula 1                           | Panasonic Toyota Racing        | 17                | 0                 | 0                 | 0                 | 0                 | 8                 | 13.º              |                   |
| 2008      | Fórmula 1                           | Panasonic Toyota Racing        | 18                | 0                 | 0                 | 0                 | 1                 | 31                | 9.º               |                   |
| 2009      | Fórmula 1                           | Panasonic Toyota Racing        | 17                | 0                 | 1                 | 1                 | 3                 | 32.5              | 8.º               |                   |
| 2010      | Fórmula 1                           | Lotus Racing                   | 19                | 0                 | 0                 | 0                 | 0                 | 0                 | 21.º              |                   |
| 2011      | Fórmula 1                           | Team Lotus                     | 18                | 0                 | 0                 | 0                 | 0                 | 0                 | 21.º              |                   |
| 2012      | Fórmula 1                           | Caterham F1 Team               | Piloto de pruebas | Piloto de pruebas | Piloto de pruebas | Piloto de pruebas | Piloto de pruebas | Piloto de pruebas | Piloto de pruebas | Piloto de pruebas |
| 2014-15   | Fórmula E                           | Trulli GP                      | 11                | 0                 | 1                 | 0                 | 0                 | 15                | 20.º              |                   |
| 2015-16   | Fórmula E                           | Trulli GP                      | 1                 | 0                 | 0                 | 0                 | 0                 | 0                 | NC                |                   |
| Fuente:   |                                     |                                |                   |                   |                   |                   |                   |                   |                   |                   |

## Resultados

### Fórmula 1
(Clave) (negrita indica pole position) (cursiva indica vuelta rápida)

| Año     | Escudería                    | 1       | 2       | 3       | 4       | 5       | 6       | 7       | 8       | 9       | 10      | 11      | 12      | 13      | 14      | 15      | 16      | 17      | 18      | 19      | Pos. | Puntos |
| ------- | ---------------------------- | ------- | ------- | ------- | ------- | ------- | ------- | ------- | ------- | ------- | ------- | ------- | ------- | ------- | ------- | ------- | ------- | ------- | ------- | ------- | ---- | ------ |
| 1997    | Minardi Team                 | AUS 9   | BRA 12  | ARG 9   | SMR DNS | MON Ret | ESP 15  | CAN Ret |         |         |         |         |         |         |         |         |         |         |         |         | 15.º | 3      |
| 1997    | Prost Gauloises Blondes      |         |         |         |         |         |         |         | FRA 10  | GBR 8   | GER 4   | HUN 7   | BEL 15  | ITA 10  | AUT Ret | LUX     | JPN     | EUR     |         |         | 15.º | 3      |
| 1998    | Gauloises Prost Peugeot      | AUS Ret | BRA Ret | ARG 11  | SMR Ret | ESP 9   | MON Ret | CAN Ret | FRA Ret | GBR Ret | AUT 10  | GER 12  | HUN Ret | BEL 6   | ITA 13  | LUX Ret | JPN 12† |         |         |         | 15.º | 1      |
| 1999    | Gauloises Prost Peugeot      | AUS Ret | BRA Ret | SMR Ret | MON 7   | ESP 6   | CAN Ret | FRA 7   | GBR 9   | AUT 7   | GER Ret | HUN 8   | BEL 12  | ITA Ret | EUR 2   | MYS DNS | JPN Ret |         |         |         | 11.º | 7      |
| 2000    | Benson & Hedges Jordan       | AUS Ret | BRA 4   | SMR 15† | GBR 6   | ESP 12  | EUR Ret | MON Ret | CAN 6   | FRA 6   | AUT Ret | GER 9   | HUN 7   | BEL Ret | ITA Ret | USA Ret | JPN 13  | MYS 12  |         |         | 10.º | 6      |
| 2001    | Benson & Hedges Jordan Honda | AUS Ret | MYS 8   | BRA 5   | SMR 5   | ESP 4   | AUT DSQ | MON Ret | CAN 11† | EUR Ret | FRA 5   | GBR Ret | GER Ret | HUN Ret | BEL Ret | ITA Ret | USA 4   | JPN 8   |         |         | 9.º  | 12     |
| 2002    | Mild Seven Renault F1 Team   | AUS Ret | MYS Ret | BRA Ret | SMR 9   | ESP 10† | AUT Ret | MON 4   | CAN 6   | EUR 8   | GBR Ret | FRA Ret | GER Ret | HUN 8   | BEL Ret | ITA 4   | USA 5   | JPN Ret |         |         | 8.º  | 10     |
| 2003    | Mild Seven Renault F1 Team   | AUS 5   | MYS 5   | BRA 8   | SMR 13  | ESP Ret | AUT 8   | MON 6   | CAN Ret | EUR Ret | FRA Ret | GBR 6   | GER 3   | HUN 7   | ITA Ret | USA 4   | JPN 5   |         |         |         | 8.º  | 33     |
| 2004    | Mild Seven Renault F1 Team   | AUS 7   | MYS 5   | BHR 4   | SMR 5   | ESP 3   | MON 1   | EUR 4   | CAN Ret | USA 4   | FRA 4   | GBR Ret | GER 11  | HUN Ret | BEL 9   | ITA 10  | CHN     |         |         |         | 6.º  | 46     |
| 2004    | Panasonic Toyota Racing      |         |         |         |         |         |         |         |         |         |         |         |         |         |         |         |         | JPN 11  | BRA 12  |         | 6.º  | 46     |
| 2005    | Panasonic Toyota Racing      | AUS 9   | MYS 2   | BHR 2   | SMR 5   | ESP 3   | MON 10  | EUR 8   | CAN Ret | USA DNS | FRA 5   | GBR 9   | GER 14† | HUN 4   | TUR 6   | ITA 5   | BEL Ret | BRA 13† | JPN Ret | CHN 15  | 7.º  | 43     |
| 2006    | Panasonic Toyota Racing      | BHR 16  | MYS 9   | AUS Ret | SMR Ret | EUR 9   | ESP 10  | MON 17† | GBR 11  | CAN 6   | USA 4   | FRA Ret | GER 7   | HUN 12† | TUR 9   | ITA 7   | CHN Ret | JPN 6   | BRA Ret |         | 12.º | 15     |
| 2007    | Panasonic Toyota Racing      | AUS 9   | MYS 7   | BHR 7   | ESP Ret | MON 15  | CAN Ret | USA 6   | FRA Ret | GBR Ret | EUR 13  | HUN 10  | TUR 16  | ITA 11  | BEL 11  | JPN 13  | CHN 13  | BRA 8   |         |         | 13.º | 8      |
| 2008    | Panasonic Toyota Racing      | AUS Ret | MYS 4   | BHR 6   | ESP 8   | TUR 10  | MON 13  | CAN 6   | FRA 3   | GBR 7   | GER 9   | HUN 7   | EUR 5   | BEL 16  | ITA 13  | SIN Ret | JPN 5   | CHN Ret | BRA 8   |         | 9.º  | 31     |
| 2009    | Panasonic Toyota Racing      | AUS 3   | MYS 4~  | CHN Ret | BHR 3   | ESP Ret | MON 13  | TUR 4   | GBR 7   | GER 17  | HUN 8   | EUR 13  | BEL Ret | ITA 14  | SIN 12  | JPN 2   | BRA Ret | ABU 7   |         |         | 8.º  | 32,5   |
| 2010    | Lotus Racing                 | BHR 17† | AUS DNS | MYS 17  | CHN Ret | ESP 17  | MON 15† | TUR Ret | CAN Ret | EUR 21  | GBR 16  | GER Ret | HUN 15  | BEL 19  | ITA Ret | SIN Ret | JPN 13  | RCO Ret | BRA 19  | ABU 21† | 21.º | 0      |
| 2011    | Team Lotus                   | AUS 13  | MYS Ret | CHN 19  | TUR 18  | ESP 18  | MON 13  | CAN 16  | EUR 20  | GBR Ret | GER     | HUN Ret | BEL 14  | ITA 14  | SIN Ret | JPN 19  | RCO 17  | IND 19  | ABU 18  | BRA 18  | 21.º | 0      |
| Fuente: |                              |         |         |         |         |         |         |         |         |         |         |         |         |         |         |         |         |         |         |         |      |        |

### Fórmula E
(Clave) (negrita indica pole position) (cursiva indica vuelta rápida)

| Año     | Equipo    | 1       | 2       | 3     | 4       | 5      | 6       | 7      | 8       | 9       | 10     | 11      | Pos. | Puntos |
| ------- | --------- | ------- | ------- | ----- | ------- | ------ | ------- | ------ | ------- | ------- | ------ | ------- | ---- | ------ |
| 2014-15 | Trulli GP | PEK Ret | PUT 16  | PDE 4 | BNA Ret | MIA 15 | LBH Ret | MON 11 | BER 19† | MOS 18† | LON 15 | LON Ret | 20.º | 15     |
| 2015-16 | Trulli GP | PEK     | PUT DNP | PDE   | BNA     | MEX    | LBH     | PAR    | BER     | LON     | LON    |         | NC   | 0      |
| Fuente: |           |         |         |       |         |        |         |        |         |         |        |         |      |        |

- † El piloto no terminó la carrera, pero se clasificó al completar el 90% de la distancia total.

## Vida personal
Está casado con Barbara Mercante, con la que ha tenido dos hijos, Enzo (nacido en 2005) y Marco (nacido en 2006). En 2021, Enzo se coronó campeón del Campeonato de EAU de Fórmula 4. Es copropietario de un viñedo en la región del Abruzzo y produce su propio vino.
Es católico practicante. En el Gran Premio de Baréin de 2005, un día después de la muerte del papa Juan Pablo II lució en su casco una calcomanía en la que se podía leer Gracias Papa.
Su hijo es el también piloto de automovilismo Enzo Trulli.